# The Burden of Proof
The Burden of Proof è un film muto del 1918 diretto da John G. Adolfi e Julius Steger. La sceneggiatura di S.M. Weller si basa su Nora, lavoro teatrale di Victorien Sardou che fu adattato per i palcoscenici di lingua inglese come Diplomacy, apparso a New York il 1º aprile 1878.

## Trama
Elaine Brooks, che ha sposato Robert Ames, membro del Dipartimento di Giustizia degli Stati Uniti, viene coinvolta in un complotto dei tedeschi che, attraverso Viola Durand, vogliono impadronirsi di alcuni documenti segreti. Viola convince Elaine a consegnarle le carte e poi, procura una lettera che sembra dimostrare il tradimento di Elaine. George Blair, ufficiale del Dipartimento di Giustizia, costringe Viola a confessare la sua colpa, discolpando Elaine.

## Produzione
Il film fu prodotto dalla Marion Davies Film Corporation.

## Distribuzione
Il copyright del film, richiesto dalla Marion Davies Film Corp., fu registrato il 9 settembre 1918 con il numero LP12923.
Distribuito dalla Select Pictures Corporation, il film uscì nelle sale cinematografiche statunitensi il 21 settembre 1918.
Non si conoscono copie ancora esistenti della pellicola che viene considerata presumibilmente perduta.